# Neuf variations sur «Lison dormait»
Les neuf variations en do majeur pour piano sur « Lison dormait », K. 264/315d, sont une œuvre pour piano de Wolfgang Amadeus Mozart, écrite à Paris en septembre 1778. La pièce est formée de neuf variations basées sur un air de l'opéra-comique Julie de Nicolas Dezède, qui a été créé à Paris en 1772 et rejoué en août 1778.

## Structure
- Thème: en do majeur, à

- Les Variations I à VII ont 32 mesures, 2 sections répétées 2 fois (mesures 1 à 8, mesures 9 à 32)
- La Variation V est en do mineur.
- La Variation VIII est marquée Adagio, et comprend 64 mesures.
- Variation IX : Allegro à 
, Cadence à la mesure 63, puis Allegro à 
 à la mesure 64, 78 mesures

Durée de l'interprétation : Env. 15 min
Thème :